# پیر لودن
پیر لودن (فرانسوی: Pierre Lewden‎؛ ۲۱ فوریه ۱۹۰۱ – ۳۰ آوریل ۱۹۸۹) ورزشکار پرش ارتفاع اهل فرانسه بود.
وی در مسابقات کشوری و بین‌المللی در مجموع برندهٔ ۱ مدال برنز شده‌است.